# I ragazzi di Villa Emma
I ragazzi di Villa Emma è un romanzo per ragazzi di Giuseppe Pederiali del 1989, basato sulla storia realmente accaduta dei profughi ebrei che durante la Seconda guerra mondiale trovarono temporaneamente rifugio a Villa Emma presso Nonantola. 
Il libro ha vinto il Premio Castello di Sanguinetto per la narrativa per ragazzi e il premio Valtesine.

## Trama
Nel 1942, l'avvocato genovese ebreo Lelio Valobra, membro dell'organizzazione DELASEM, è contattato dal responsabile di Gorizia della stessa organizzazione perché si attivi per trasferire un gruppo di una cinquantina di profughi ebrei, in maggioranza ragazzi con diversi adulti, dal castello di Lesno Brdo, nella parte della Slovenia occupata dagli Italiani, prima che la zona possa finire sotto controllo tedesco. Valobra si reca sul posto e, grazie alla collaborazione di un funzionario italiano e della responsabile locale della Croce Rossa, riesce a portare i profughi da Lesno Brdo fino a Nonantola, dove è stata messa a loro disposizione una grande villa disabitata col benestare dei proprietari e delle autorità cittadine.
Malgrado le prime direttive degli adulti responsabili del gruppo siano di non familiarizzare con la popolazione locale, vista come potenzialmente ostile (all'epoca il fascismo, responsabile delle leggi razziali, gode ancora di un vasto consenso), i nonantolesi vedono con simpatia i nuovi arrivati. I ragazzi di Villa Emma studiano l'italiano, l'agricoltura (anche coltivando un orto con le loro mani) e la cultura ebraica, oltre alle materie di cui gli adulti del gruppo siano esperti e disposti a darne lezione.
Carlo, un quattordicenne di Nonantola, si lega d'amicizia con Lola, una giovinetta ebrea minore di lui di un anno i cui genitori sono rimasti in Germania. Si celebra perfino un matrimonio tra Alberto, un giovane del posto, e la profuga Helen, col rito ebraico ma la benedizione dell'arciprete don Arrigo Beccari. 
Nell'estate del 1943 giunge a Villa Emma un nuovo gruppo di profughi proveniente da Spalato, tra i quali vi è Sulamit, una dodicenne di Sarajevo che è stata separata dai suoi genitori e che è stata portata fuori dal campo di concentramento grazie alla compiacenza del medico del campo, che aveva studiato all'università assieme allo zio della ragazzina.
Dopo l'armistizio di Cassibile la percezione è che gli abitanti della villa possano trovarsi in grave pericolo a causa dell'avvicinamento delle truppe tedesche. Don Arrigo e don Ennio prima li fanno alloggiare temporaneamente nel seminario vescovile, poi li forniscono di carte d'identità falsificate con l'intestazione del comune di Larino, che si trova nella parte d'Italia occupata dagli Alleati e sono dunque non verificabili; Marko, uno dei profughi adulti, si spaccerà per un prete che accompagna dei collegiali, prima che si rifugino tutti in Svizzera alla prima occasione utile. Lo stratagemma funziona; al momento di partire col treno, Carlo, che era andato alla stazione ad accompagnare Lola, dichiara di voler andare con lei, ma la ragazza lo dissuade ricordandogli che, a differenza di lei, egli ha ancora una famiglia che lo ama e dalla quale può tornare.

## Edizioni
- Giuseppe Pederiali, I ragazzi di Villa Emma, collana Narratori di oggi, illustrazioni di Maria Mantovani, Milano, Edizioni Scolastiche Bruno Mondadori, 1989, ISBN 88-424-0120X.